# محاریم
محاریم (به عربی: محاریم) یک روستا در سوریه است که در ناحیه سراقب واقع شده‌است. محاریم ۹۲۲ نفر جمعیت دارد.